# Гауф (баронский род)
Гауф (нем. von Hauff) — русский баронский род немецкого происхождения.
Род баронов фон Гауф (состоящий в дальнем родстве с известным писателем В. Гауфом ) происходил из Швабии, где был известен с середины XVI столетия. В 1604 году он был возведён в дворянское достоинство римским императором Рудольфом II.
Грамотой Людвига III великого герцога Гессен-Дармштадтского от 27 октября / 8 ноября 1853 года гессен-дармштадтский генеральный консул в Санкт-Петербурге потомственный почётный гражданин петербургский купец первой гильдии Готлиб-Людвиг-Ионафан Гауф был возведён с нисходящим его потомством в баронское достоинство Великого Герцогства Гессен-Дармштадтского.
Высочайшим указом от 28 января / 9 февраля 1859 года вышеозначенный барон Г.Л.И. фон Гауф был сопричислен к баронам Великого Княжества Финляндского.
Род его был внесён 10/22 сентября 1859 года в матрикул Рыцарского Дома Великого Княжества Финляндского в число родов баронских под № 42.
Ни один из представителей рода в Финляндии не жил.

## Герб
Герба баронов фон Гауф в Общем гербовнике нет.

## Родословная
- Людвиг (Готлиб-Людвиг-Ионафан) Гауф, 1-й барон фон Гауф. Являлся одним из сооснователей Петербургского частного коммерческого банка, основанного в 1864 году . Жена – Элизабет Маак (род. 29.09.1797 ум. 17.01.1839)
  - Баронесса Викторина (Виктория) Леонтьевна (Элизабет-Луиза-Викторина) фон Гауф (род. 27.11.1833 ум. 09.05.1907). Муж – граф Эдуард Иванович Тотлебен (род. 1818 ум. 1884) , ,